# Народна библиотека Власеница
Народна библиотека Власеница од свог оснивања 1959. године па до данас представља најзначајнијег носиоца културних активности на подручју општине Власеница. Библиотека представља народну библиотеку овог подручја. Библиотека се налази у улици Светосавска бр. 99, на територији општине Власеница. Библиотека представља стуб културе и знања, што доказује дуготрајно трајање ове институције, која је прошла низ различитих облика постојања до данас.
Дјелује у оквиру библиотечке мреже, на подручју које покрива матична библиотека Народна библиотека и музејска збирка Зворник у Зворнику.

## Историјат
Народна библиотека је свој почетак отпочела још 1959. године и од тада је промјенила неколико назива и неколико видова организације, да би од 2001. године званичано почела користити назив ЈУ "Народна библиотека" Власеница који се није мијењао до данас. Смјештена је у простору Дома културе у центру Власенице.
Библиотека је активан учесник у свим културним манифестацијама на општини. У свом раду остварује контакте са низом партнерских установа из свих сектора, како на подручју општине, тако и у ширем окружењу. Брига о читаоцима свих узраста са различитим потребама и интерасовањима а нарочито брига о најмлађим читаоцима у виду књижевних, језичких и других радионица, приближила је Библиотеку корисницима свих узраста, тако да је поред испуњавања основних функција делатности Библиотека успоставила много ширу и садржајнију делатност. Самостално организује бројне књижевне сусрете и промоције књига. Поред ових дјелатности Библиотека се бави и издавачком дјелатношћу. Са циљем доприноса развоју културе Општина Власеница омогућила је набавку нових књига, чиме је фонд Народне библиотеке обогаћен за 367 нових наслова. Такође, у 2011. години Општина је финансирала опремање библиотеке новим, дрвеним полицама, у вриједности од 2.500 конвертибилних марака.
Препознатљивост у културном деловању Библиотеке огледала се последњих година у великом броју књижевних сусрета и осмишљеном програму тих сусрета који су читалачкој и интелектуалној публици пружили прилику да се информише о најзначајнијој издавачкој продукцији, да чује живу реч најзначајнијих књижевних стваралаца, историчара, филозофа и књижевних критичара. Успела је да створи велики круг пријатеља, поштовалаца и корисника.
Народна библиотека је 13. новембра 2015. године организовала је манифестацију под називом "Причај ми причу" и то поводом 56. годишњице постојања и рада ове установе. Том приликом су учествовали и дјеца из вртића и основне школе "Вук Каараџић" који су својим наступом обиљежили ову манифестацију. Исте године је такође Народна библиотека проглашена за најбољу бибилиотеку 2015. године коју је прогласило Друштво библиотекара Републике Српске, као и повељу "Ђорђе Пејановић" која је додјељена у оквиру прграма "Вишеградске стазе" посвећене Иви Андрићу.
Библиотечки фонд се повећава на више начина. Поред поклона библиотеци, наслови се набављају и куповином. Народна библиотека је редовни гост сајма књиге. Тако је током Сајма књиге у Бањалуци 2016. године набавили 60 нових наслова од којих је посвећена посебна пажња на наслове лектира и књига за основне и средње школе као што су Достојевски, Ћопић, Ћосић, Чехов, Рисојевић, мада нису заборављени ни остали читаоци. Од бестселера набављени су: Н.Робертс, Шелдон, Мусо, Ел Џејмс, И.Бјелица и Ј.Бачић Алемпић.

## Организација
Основне организационе јединице Библиотеке су:
- Одељење за набавке и обраду библиотечке грађе
- одељење за одрасле читаоце
- одељење за дјецу
- градска читаоница